# روز لوكونين
روز ناثايك لوكونيان (بالإنجليزية: Rose Lokonyen)‏ (من مواليد 24 فبراير 1995)
، عدائه أولمبيه، بلد المنشأ جنوب السودان، أما بلد الملجأ كينيا، فرت  روز من جنوب السودان في سن الـعاشره، وإنتقلت منذ ذلك الحين، إلى نيروبي، في كينيا.'

## النشأة.
ولدت روز في جنوب السودان. أما عن عائلتها، لديها أربعة أشقاء أصغر سنآ، أما عن والدها فهو جندي، وعندما كانت روز في العاشره  فرت مع عائلتها من الجنود في قريتهم شقدوم (Chukudum) وجنوب السودان سيرآ على الأقدام، وبعد ذلك إستقلوا شاحنه أخذتهم إلى مخيم كاكوما (Kakuma)للاجئين في شمال غرب كينيا  والذي  يضم أكثر من 180 ألف مشرد.
.
و في عام 2008 عندما بلغت الرابعة عشر من عمرها، غادر والداها المخيم متجهين إلى جنوب السودان للبحث عن أجدادها تاركين روز وأخواتها داخل المخيم، وكانت روز حينها تعتني بأشقائها لأنها كانت الأكبر سنًا. فتقول “كنت أذهب إلى المدرسة، وعندما أعود إلى البيت كان علي الإسراع بالقيام بالأعمال المنزلية، والتي كان من ضمنها جمع الحطب في نهاية الأسبوع. وكان علي الحرص والانتباه لأنهم كانوا في بعض الأحيان يخطفون النساء في الغابة، وكلما رأيت شخصًا كنت أجري هاربة. وعندما أنتهي من عمل المنزل كنت أذهب إلى ملعب كرة القدم وألهو”.
و كان يشتمل عملها اليومي على تشجيع البنات الصغار على الذهاب إلى المدرسة. فتقول في هذا السياق“الكثيرات منهمن يتركن المدرسة لأنه عليهن أن يعتنين بوالديهن أو بإخوتهن الصغار.
و عندما وصلت (روز)إلى المرحلة الثانوية، كانت لا تزال تعيش في مخيم للاجئين، وبدأت حينها تمارس هواية الركض كهاويه، ومع الايام كرست حياتها للركض، وأصبحت رياضية أولمبية، وحملت علم فريق اللاجئين في الألعاب الأولمبية في ريو دي جانيرو.

## المشوار إلى أولمبياد ريو دى جانيرو.
بعد أن فرت (روز) من جنوب السودان في سن الـعاشره، وإنتقلت منذ ذلك الحين، إلى نيروبي، في كينيا ،  لم تشارك لوكونيان في أي نوع من المنافسات، حتى كهاوية، ولكن بدعم من مدرس في مخيم للاجئين في شمال كينيا، تم توجيه الدعوة لها،'  واكتشفتها مؤسسة تيغلا  لاوروب (Tegla Loroupe) في 2015 بعد حلولها ثانية في سباق «10 كلم»، وعن هذه التجربة تقول لوكونيان  إنها كانت مجرد مسابقة بين جميع اللاجئين، أغلبهم  وهي منهم  ركضوا حفاة، مسافة عشرة كيلومترات واحتلت المركز الثاني.'
لكن هذه الظروف قد تغيرت تماما، بعدما  احتضنتها مؤسسة لاوروب وباتت تخضع مع أربع من مواطنيها لبرنامج تدريب لرفع مستواهم في العاصمة الكينية نيروبي.'
فقالت لوكونيان فة هذا الشأن إنها: “تدربت طويلا. كانت المرة الأولى لي عندما وصلت في المرتبة الثانية”، مضيفة: “أنا مندهشة جدا”  ،''و قد إقيمت المنافسة بين مجموعه من اللاجئين من جنسيات مختلفه وصل عددهم الي عشر لاجئين وذلك أرض البرازيل خلال الفترة من 5 لـ 21 أغسطس/آب 2016، بعد أن اختارتهم اللجنة الأولمبية الدولية من بين 43 لاجئاً بناءً على عدة معايير منها الجاهزية الرياضية، والظروف الشخصية ليكونوا فريق اللاجئين.'

## الأعمال والانجازات.
إختيرت (روز) من قبل  اللجنة الأولمبية الدولية (IOC) للمنافسة على المنتخب الاولمبي للاجئين في  المرأة 800 متر في دورة الألعاب الاولمبية الصيفية لعام 2016 في ريو دي جانيرو، البرازيل. وكان المنتخب الاولمبي للاجئين أول فريق للاجئين في تاريخ الأولمبياد. كانت روز ضمن خمس الرياضيين على الفريق أصلا من جنوب السودان. وكانت للفريق حامل العلم في حفل الافتتاح.